# Декларація ООН про захист жінок і дітей при надзвичайних обставинах та під час збройних конфліктів
Декларація ООН про захист жінок і дітей при надзвичайних обставинах та під час збройних конфліктів (англ. Declaration on the Protection of Women and Children in Emergency and Armed Conflict) прийнята Організацією Об'єднаних Націй 1974 року і набрала чинності того ж року. Декларація запропонована Радою ООН з економічних та соціальних питань виходячи з того, що жінки та діти завжди є жертвами війни, громадських заворушень та інших надзвичайних ситуацій, що змушує їх відчувати «нелюдські страждання і, як наслідок, зазнавати серйозної шкоди». В Декларації говориться, що жінки та діти виступають жертвами під час збройного конфлікту через «придушення, агресію, колоніалізм, расизм, чужоземне панування та іноземне підпорядкування».

## Огляд
Декларація особливо забороняє напади та бомбардування цивільного населення (стаття 1) та використання хімічної та біологічної зброї проти цивільного населення (стаття 2). Стаття 3 вимагає, щоб держави дотримувалися Женевського протоколу 1925 року та Женевської конвенції про захист жертв війни 1949 року. Декларація вимагає від країн вжити заходів для припинення «переслідувань, тортур, каральних заходів, поводження, що принижує гідність, та насильства», особливо якщо вони спрямовані проти жінок та дітей, а також визнання «в'язниць, тортур, стрілянини, масових арештів, колективного покарання, знищення житла та насильницьких виселень» як злочинних дій.
Деякі невід'ємні права також закріплені в Декларації: доступ до їжі, право на притулок та медичне обслуговування мають бути надані жінкам та дітям, що потрапили в надзвичайну ситуацію.

## Зв'язок з іншими міжнародними законами
В тексті Декларації наводяться посилання на обов'язковість інших документів міжнародного права, зокрема, Загальної декларації прав людини, Міжнародного пакту про громадянські та політичні права, Міжнародного пакту про економічні, соціальні та культурні права, Декларації прав дитини.